# 데릭 로즈
데릭 마텔 로즈(영어: Derrick Martell Rose, 1988년 10월 4일~)는 미국의 전직 농구 선수로 포지션은 포인트 가드이다. 현역 시절 전미 농구 협회(NBA)의 시카고 불스, 뉴욕 닉스, 클리블랜드 캐벌리어스, 미네소타 팀버울브스, 디트로이트 피스턴스, 멤피스 그리즐리스 소속으로 뛰었다.

## 어린 시절
데릭 로즈는 시카고 남쪽 인근의 이글우드 지역에서 태어났으며, 그 곳에서 자랐다. 데릭은 브랜다 로즈의 드웨인, 레지, 앨런 다음의 네번째 아들로 태어났다.

## NBA 선수 시절
2008 드래프트 1순위로 시카고 불스 지명되었으며, 2011 정규시즌 최연소로 MVP를 수상했다.